# Veine mésentérique supérieure
Pour les articles homonymes, voir Veine mésentérique.
La veine mésentérique supérieure ou grande veine mésentérique ou grande veine mésaraïque est une veine drainant le sang de l'intestin grêle (jéjunum et iléon), du mésentère, d'une partie du duodénum et du côlon droit. Elle se termine avec la réunion avec la veine splénique pour former la veine porte. Elle chemine à droite de l'artère mésentérique supérieure.

## Origine
Elle naît dans la mésentère, près de la valvule iléo-caecale.

## Trajet
Elle remonte dans le mésentère droit, longe sa racine puis croise la face antérieure du duodénum avant de passer derrière la tête du pancréas.

## Afférences
Elle reçoit le sang provenant de l'estomac, du pancréas, d'une partie de l'intestin grêle, du côlon droit et de l'appendice iléo-cæcal via :
- la veine gastro-épiploïque droite,
- les veines pancréatiques,
- les veines pancréaticoduodénales inférieures,
- les veines jéjunales et iléales,
- la veine iléocolique,
- la veine appendiculaire,
- la veine colique droite,
- la veine colique moyenne[2].

## Terminaison
La veine mésentérique supérieure fusionne avec le tronc spléno-mésaraïque (issu de la veine splénique) pour former la veine porte.

## Troubles
Les thromboses veineuses sont assez rares, mais sont une cause d'ischémie mésentérique et peuvent être fatales. Il est estimé que 10 à 15 % des ischémies mésentériques sont dues à une thrombose mésentérique.